# 卡爾塔尼塞塔
卡爾塔尼塞塔（Caltanissetta）是位於義大利西西里島中部內陸的一個城市。為卡爾塔尼塞塔省的省府所在地。卡爾塔尼塞塔是這一地區的公共交通樞紐。

## 友好城市
- 美国羅徹斯特 1965年
- 義大利奇塔诺瓦 2008年
- 西班牙塞维利亚 2011年